# تامبوف
تَمبوف (بالروسية: Тамбов) مدينة في روسيا الاتحادية، تعد المركز الإداري لإقليم تَمبوف (مقاطعة تمبوف)، و هذه المدينة موجودة قرب نهر تسنا أو ما يسمى بمسبح نهر الفولغا، تبعد عن موسكو نحو 480-500 كم، مساحة المدينة 90 كم مربع، تعداد سكان المدينة وفق إحصائيات عام 2010 وصلت إلى 280 ألف نسمة.

## نبذة عن تاريخ المدينة
أسست المدينة عام 1636 لتكون قلعة حصينة لحماية الحدود الجنوبية لدولة موسكو من هجمات وغزوات القبائل الرحل. بعد توسع الدولة وتقدم حدودها نحو الجنوب فقدت تَمبوف صفتها كقلعة عسكرية وتحولت إلى مدينة عادية تشبه قرية كبيرة. كانت القلعة محاطة بسور من خشب البلوط تتخلله ابراج للمراقبة وحول السور حفر خندق عميق وعريض مملوء بالماء، وكان عدد مقاتلي ثكنة تَمبوف العسكرية يتجاوز 1000 شخص. ونظرا لخصوبة الأراضي في المنطقة فقد لجأ اليها الفلاحون من كل صوب هربا من استبداد الإقطاع. في نهاية القرن الـ 17 أصبحت تَمبوف أحد مراكز تشكيل الافواج القتالية الروسية التي شاركت في الحملات العسكرية على مناطق بحر آزوف.

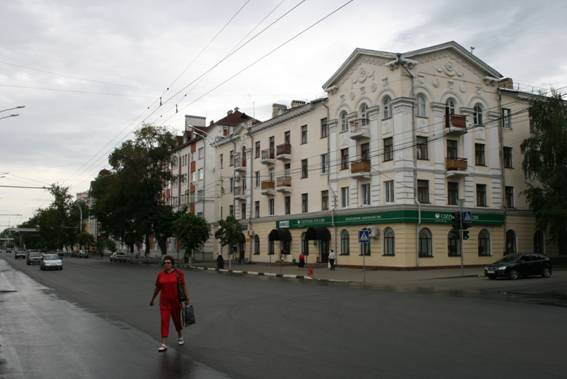
أحد شوارع المدينة

في عام 1779 أصبحت المدينة مركزا للمحافظة، وفي عام 1786 عين الشاعر الروسي المعروف غافريل ديرجافين محافظا لها، حيث اسس فيها أول مسرح ودارا للنشر ومدرسة ووضع خطة لتطوير المدينة. بعد ذلك شهدت المدينة افتتاح مدرسة دينية عام 1787 ومدرسة ثانوية عام 1825 ومكتبة عامة عام 1830 وفي عام 1860 امست شوارع المدينة تضاء ليلا وفي عام 1885 اكتملت شبكة توزيع المياه. في عام 1870 ربطت المدينة بخط سكك الحديد، ما اعطاها زخما جديدا للتوسع وبناء مؤسسات صناعية فيها. وفي عام 1900 افتتحت مدرسة للموسيقى. بدأت المدينة تنمو وتتطور وتغير مظهرها كثيرا بحيث أصبحت في بداية القرن الـ 19 أحد المراكز السكانية الكبيرة في الامبراطورية الروسية حيث بلغ تعداد نفوسها عام 1897 أكثر من 48 الف نسمة. وصارت المدينة مركزا كبيرا لتجارة الحبوب والدقيق كما انها صارت تصدر القمح إلى خارج روسيا. وتشكلت فيها أسواق تجارية موسمية كان يشترك فيها إضافة إلى تجار المدينة تجار من مدن أخرى مثل موسكو ومدن اسيا الوسطى وبولندا. وفي عام 1913 بلغ عدد العمال في مؤسساتها الصناعية نحو 2.5 الف عامل. استمر توسع المدينة ونموها وحصلت تغيرات نوعية في منتجاتها الصناعية وزودت مبانيها بالطاقة الكهربائية وافتتحت فيها مدارس وثانويات جديدة للبنين والبنات ومعهد المعلمين.
بعد قيام ثورة أكتوبر عام 1917 اقيمت السلطة السوفيتية في 18 يناير/ كانون الثاني عام 1918 . بعد قيام السلطة السوفيتية بدأت عمليات إعادة الإنتاج الصناعي إلى مستواه السابق حيث بدأت مصانع النسيج بانتاج الجوخ وعادت الورشات الصناعية إلى العمل وبنيت مصانع جديدة للصناعات الثقيلة وتطور الإنتاج الصناعي بحيث صار يعادل 8 اضعاف ما كان عليه عام 1913 . وتطورت المدينة والمقاطعة ثقافيا وافتتحت فيها مؤسسات تعليمية جديدة مختلفة وانجزت مهمة القضاء على الامية بنجاح. وانشئت المسارح التي بدأت بتقديم عروضها المسرحية لجمهور المدينة وضيوفها.
خلال الحرب الوطنية العظمى ( 1941 – 1945 ) لم يبخل سكان المدينة في تقديم الغالي والرخيص لدعم الجيش الأحمر حيث جمعوا مبالغ مالية ( 40 مليون روبل ) دفعوها ثمنا لرتل من الدبابات. هذا الرتل ساهم في معارك ستالينغراد ومنطقة الدنباس وقوس كورسك وساهم في تحرير مدن كييف وجيتومير وروفنو. وتخليدا له اقيم في المدينة نصب تذكاري عام 1949 . بعد انتهاء الحرب بدأت عمليات إعادة بناء المرافق الاقتصادية واسست مؤسسات لقطاعات صناعية مختلفة.

## المعالم المعمارية والتاريخية للمدينة
كاتدرائية التجلي – بنيت خلال الفترة من 1694 – 1783 . اغلقت وحولت إلى متحف عام 1929 . اعيدت إلى الكنيسة الأرثوذكسية الروسية عام 1993 ومنذ ذلك الحين تستقبل المصلين كل يوم.

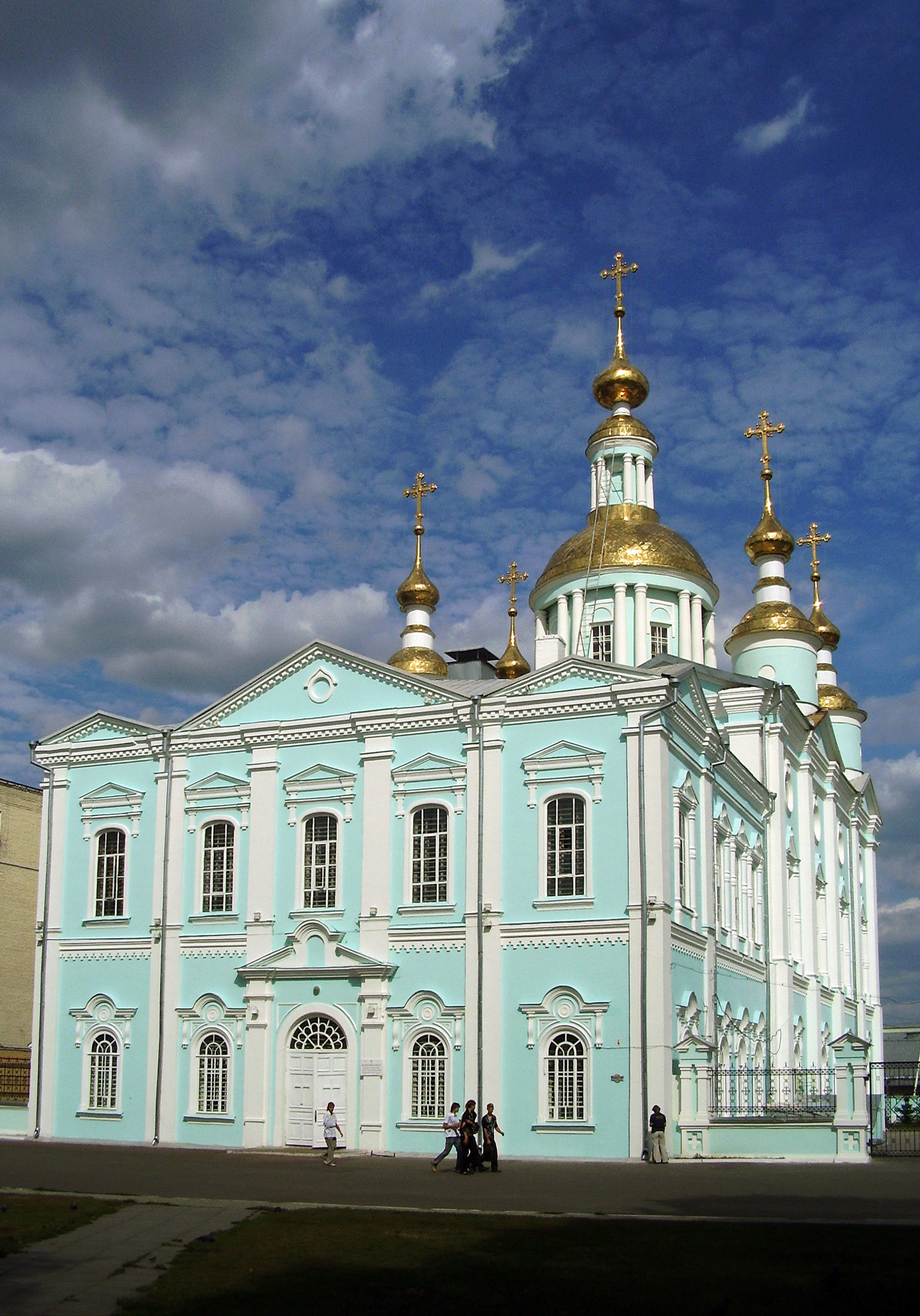
كاتدرائية التجلي

كنيسة قازان – بنيت هذه الكنيسة عام 1791 ضمن حدود دير الرهبان الذي اسس عام 1670 . اغلق الدير عام 1918 واصبح مقرا للجنة امن الدولة. اعيد إلى الكنيسة الأرثوذكسية الروسية عام 1990 وتجري حاليا أعمال الصيانة على مبنى الكنيسة.
متحف الذئب - من المتاحف الفريدة في العالم «متحف الذئب». تقرر تأسيس هذا المتحف في خريف عام 2000 .
يحتوي هذا المتحف الفريد والوحيد في العالم على اقسام الحياة الطبيعية وتاريخ الاجناس والفلسفة والثقافة أي انه يشكل نموذجا تركيبيا لحياة الإنسان الثقافية والعلمية والتقنية والفنية.
ان من مهام هذا المتحف هو تطوير السياحة في مقاطعة تَمبوف، كما يساعد على الابداع الفني وتطوير الحرف الشعبية والفولكلور.